# Guanyin van het Tsz Shanklooster

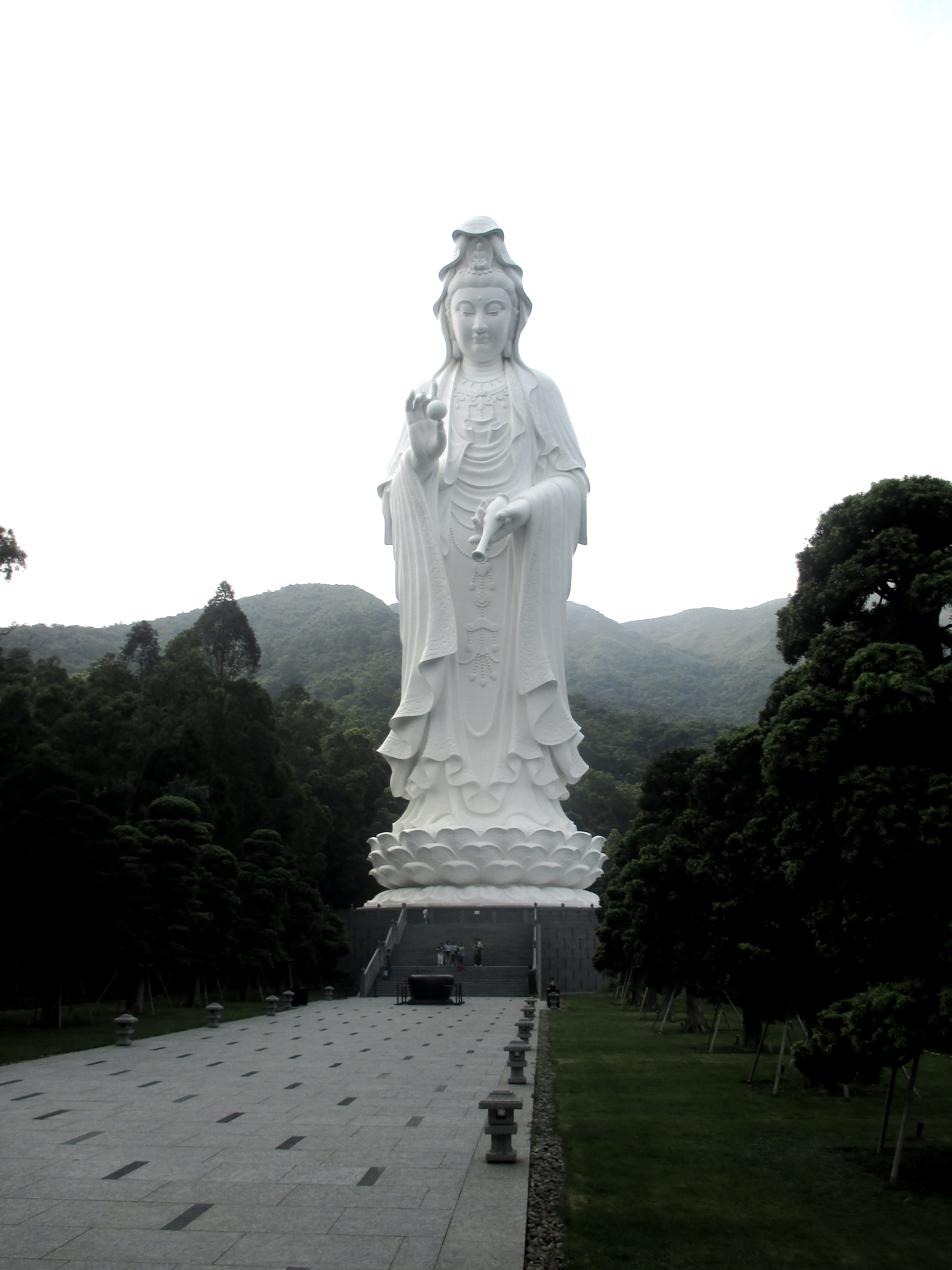
de Guanyin van het Tsz Shanklooster

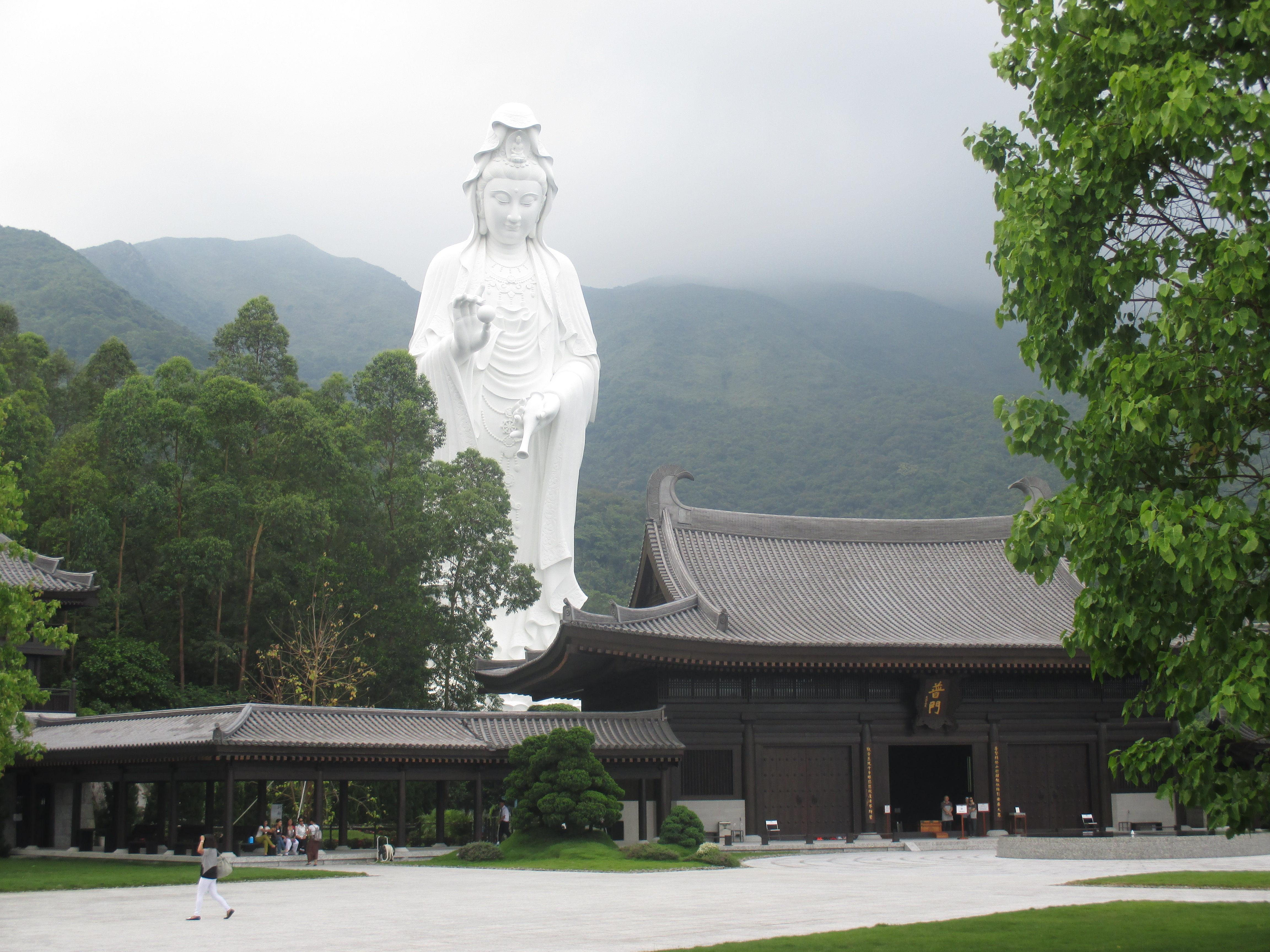
Guanyin van het Tsz Shanklooster

De Guanyin van het Tsz Shanklooster is een kolossaal standbeeld in Tung Tsz in het Tai Po District van de Chinese regio Hongkong. 

## Geschiedenis
In 2003 begon de zakenman Li Ka-Shing met het project om een boeddhistisch klooster op te richten in Hongkong. De zakenman doneerde 1,7 miljard Hongkongse dollar om het project mogelijk te maken. Het complex werd gebouwd om boeddhisme naar het algemene puliek te promoten evenals de huisvestiging van een klooster, en omvat diverse gebouwen, accommodatie voor zo'n 80 monniken en nonnen, een kolossaal standbeeld en landscaped gardens and binnenplaatsen.
In december 2014 werd het complex voltooid.
In april 2015 werd het Tsz Shanklooster geopend voor het publiek.

## Bouwwerk
Het witte standbeeld heeft een hoogte van 76 meter. Het is opgetrokken in brons met een stalen frame en staat op een zes meter hoog podium.
Het standbeeld beeldt Guanyin af, de godin van genade. In haar rechterhand houdt de godin een parel vast, in haar linkerhand een kruik die symbool staat voor de vloeistof met zuiverende werking voor diegenen die pijn hebben en zich tot haar wenden.
In de voet van het standbeeld bevindt zich het Buddhist Art Museum met een collectie van 100 Boeddhabeelden.
Het standbeeld is meer dan twee keer zo groot als de Tian Tan Boeddha op het Hongkongse eiland Lantau.